# Statue géminée
Pour les articles homonymes, voir Géminé.
 (juillet 2025).
Si vous disposez d'ouvrages ou d'articles de référence ou si vous connaissez des sites web de qualité traitant du thème abordé ici, merci de compléter l'article en donnant les références utiles à sa vérifiabilité et en les liant à la section « Notes et références ».

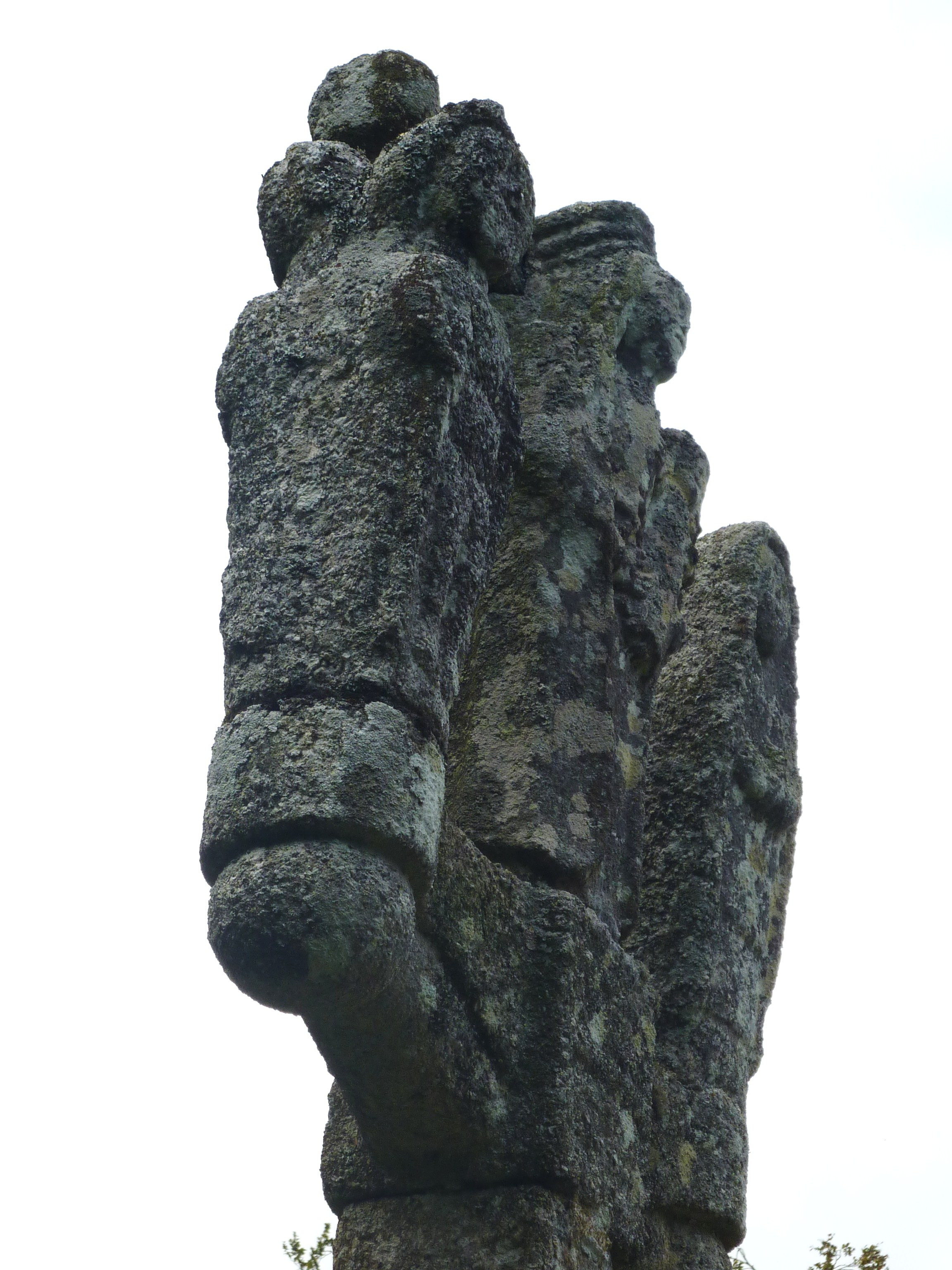
Statues géminées du calvaire de la chapelle Saint-Salomon à Plouyé.

Une statue géminée est une statue double accolée, formée de deux statues se tournant le dos, ou d'une statue à double face. Les statues géminées sont fréquentes dans les calvaires bretons.